# Havok (företag)
Havok är ett irländskt mjukvaruföretag som grundades 1998. Företaget förser både datorspelsutvecklare och filmstudios med mjukvara och tjänster. Företaget köptes av Intel år 2007 och sedan av Microsoft år 2015.
Mjukvara utvecklad av Havok används av företag så som Activision, Electronic Arts, Nintendo, Microsoft, Sony, Ubisoft och Valve Corporation.